# Reichsrat (Đức)

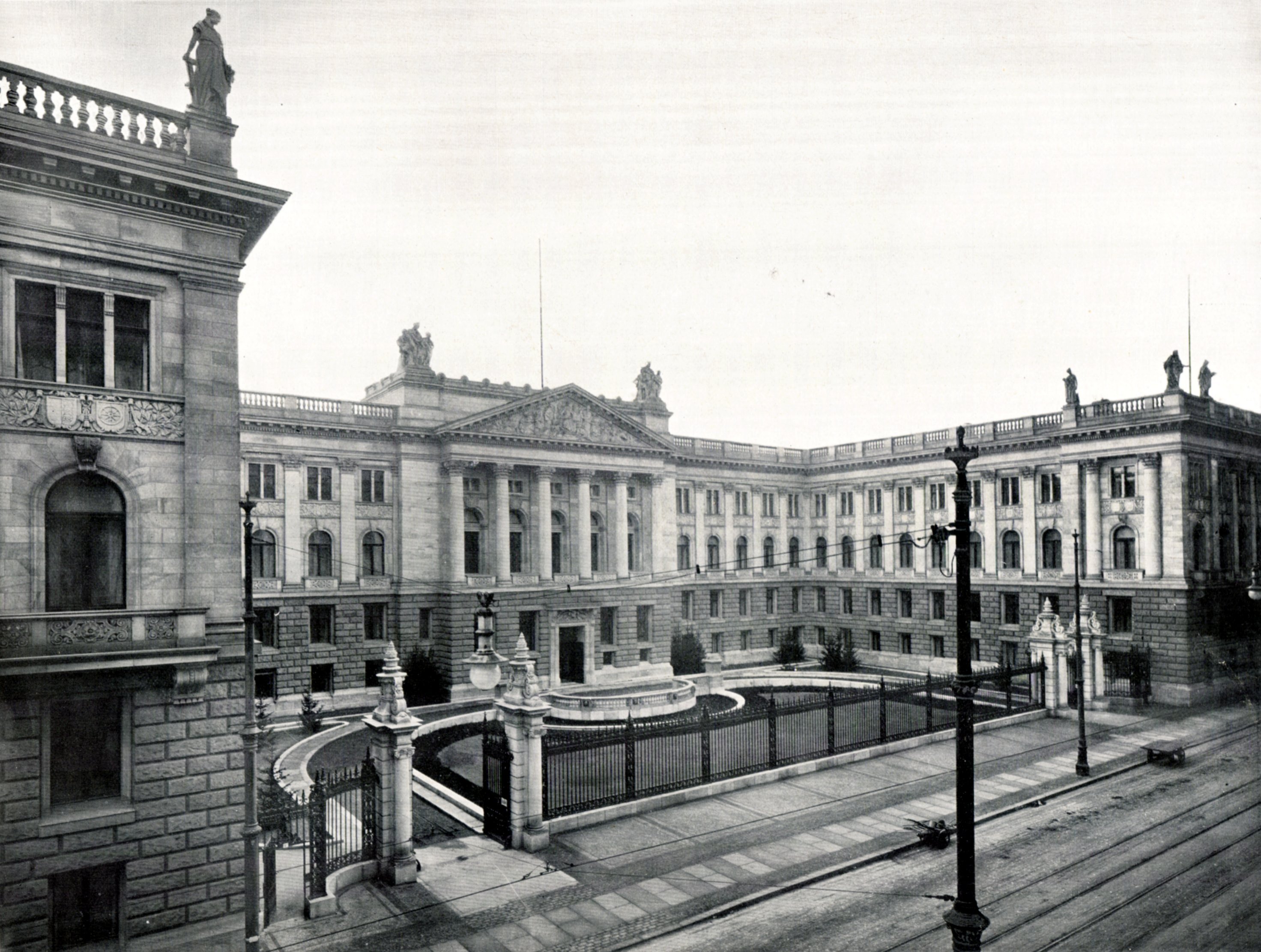
Chỗ ngồi của Reichsrat (1919–1933) tại tòa nhà của các vị lãnh chúa Phổ cũ trên tòa nhà ERICziger Straße ở Berlin, Đức

Reichsrat là một trong hai cơ quan lập pháp ở Đức trong Cộng hòa Weimar (1919-1933), viện kia là Reichstag.
Reichsrat bao gồm các thành viên được chỉ định bởi các quốc gia Đức và tham gia vào luật pháp ảnh hưởng đến tất cả các thay đổi hiến pháp và năng lực nhà nước, trong khi Reichstag là cơ quan dân cử. Do đó, Reichsrat có chức năng tương tự như một thượng viện nghị viện, chẳng hạn như Hạ viện ở Vương quốc Anh, mặc dù hiến pháp Weimar không nói rõ một quốc hội lưỡng viện. Reichsrat là cơ quan kế thừa của Bundesrat của Đế quốc Đức (1867–1918), là một thượng viện chính thức hơn.
Bundesrat đã từng là cơ quan Trung ương của nhà nước liên bang Đức thành lập vào năm 1867 như là Liên bang Bắc Đức vào năm 1871 đã trở thành Đế quốc Đức. Vì nhà nước liên bang này bao gồm các vương quốc, chủ tịch và thành phố tự do khác nhau của Đức dưới sự lãnh đạo của Quốc vương Phổ, Bundesrat bao gồm các đại biểu của các quốc gia khác nhau. Phổ đã gửi gần một nửa số đại diện, là nhà nước lớn nhất cho đến nay và do đó có thể chặn hầu hết mọi quyết định. Ngoài ra, các cuộc họp của Bundesrat được lãnh đạo bởi thủ tướng Đức do Hoàng đế bổ nhiệm, người thường giống hệt thủ tướng nước Phổ. Bundesrat là một tổ chức rất mạnh mẽ, vì sự đồng ý của nó là cần thiết cho bất kỳ luật pháp nào. Ngoài ra trước khi các thư ký của thủ tướng nổi tiếng vào những năm 1890, Bundesrat cùng với thủ tướng đã thành lập chính phủ liên bang một cách hiệu quả.
Weimar hiến pháp ít nhất de jure kiềm chế quyền của các quốc gia khác nhau và quyền hạn của đại diện của họ. Reichsrat không có ảnh hưởng đến chính phủ liên bang. Nó có thể phủ quyết các hóa đơn của Reichstag trừ khi Reichstag áp đảo quyền phủ quyết của đa số hai phần ba. Để giảm quyền lực của chính quyền nhà nước Phổ trong phòng, hiến pháp Weimar đã quy định rõ ràng rằng một nửa phái đoàn Phổ được bổ nhiệm bởi các nghị viện tỉnh khác nhau, do đó, ngược lại với Bundesrat, Reichsrat không phải là phòng chỉ đại diện cho Nhà nước Đức. Tuy nhiên, de facto Reichsrat vẫn rất mạnh mẽ khi Reichstag bị chia cắt thành nhiều bên và thường xuyên bị giải tán. Trên thực tế, các dự luật được Reichsrat phủ quyết hiếm khi trở thành luật.
Sau khi Hitler lên nắm quyền vào năm 1933, chính sách của Gleichschaltung đã chấm dứt Reichsrat. "Luật liên quan đến việc tái thiết Reich", được thông qua vào ngày 30 tháng 1 năm 1934, đã chuyển giao quyền lực của các bang cho Reich, khiến cho Reichsrat bất lực. Có thể lập luận rằng điều này đã vi phạm Đạo luật kích hoạt, quy định rằng bất kỳ luật nào được thông qua dưới quyền của nó không thể ảnh hưởng đến các tổ chức của một trong hai phòng. Hai tuần sau, một đạo luật khác được thông qua vào ngày 14 tháng 2 và chính thức bãi bỏ Reichsrat hoàn toàn. Điều này không thể chối cãi đã vi phạm Đạo luật kích hoạt, trong đó bảo vệ rõ ràng sự tồn tại của cả hai phòng. Tuy nhiên, đến thời điểm này, Đức quốc xã đã trở thành luật đối với chính họ và những hành động này không bao giờ bị thách thức tại tòa án.
Sau Thế chiến II, khi Cộng hòa Liên bang Đức được thành lập, đại diện của nhà nước lại được gọi là Bundesrat và một lần nữa trở nên hùng mạnh hơn Reichsrat nhưng không mạnh bằng Bundesrat của Đế quốc Đức. Nhà nước Phổ đã bị bãi bỏ hoàn toàn.